# Josip Kropek
Josip Kropek je hrvatski književnik. Piše pjesme i prozu. 
Kao autor zagovara vrednosni sustav koji se prvenstveno zasniva na vjeri u Boga, a o ljubavi progovara s religijskog stanovišta.
Kao pjesnik, prozaik i kroničar svojeg vremena, Kropek je svestran. Veći dio radne karijere proveo je u Belgiji, a pretkraj radnog vijeka vratio se u Hrvatsku. 
Poznatije Kropkove pjesme uglazbio je Ivan Mežnarić.

## Djela
- Zagorja sin, autobiografski roman,
- Kako do pedeset godina braka, 2014.